# Ending Is the Beginning: The Mitch Lucker Memorial Show
Ending Is the Beginning: The Mitch Lucker Memorial Show — живий відеоальбом американського дезкор гурту Suicide Silence, реліз відбувся 18 лютого 2014 року на CD/DVD/Blu-ray. Альбом записаний в пам'ять про засновника гурту Мітча Лакера після його загибелі в аварії на мотоциклі 1 листопада 2012 року. Альбом записаний масою вокалістів з різних гуртів. Назва альбому взята з їхнього першого однойменного мініальбому Suicide Silence від пісні під назвою «Ending Is the Beginning».

## Треклист
| №  | Трек                                   | Довжина | Альбом           | Рік  | Запрошений вокаліст                                          |
| -- | -------------------------------------- | ------- | ---------------- | ---- | ------------------------------------------------------------ |
| 1  | «Destruction of a Statue»              | 3:26    | Suicide Silence  | 2005 | Джонні Деві з Job for a Cowboy                               |
| 2  | «Distorted Thought of Addiction»       | 3:58    | Suicide Silence  | 2005 | Грег Вілбьорн Fit for an Autopsy                             |
| 3  | «Ending Is the Beginning»              | 2:50    | Suicide Silence  | 2005 | Брук Рівз Impending Doom                                     |
| 4  | «Bludgeoned to Death»                  | 2:53    | The Cleansing    | 2007 | Ріккі Гувер, Екс-Suffokate                                   |
| 5  | «Unanswered»                           | 2:36    | The Cleansing    | 2007 | Філ Боземан of Whitechapel                                   |
| 6  | «Girl of Glass»                        | 3:05    | The Cleansing    | 2007 | Майк Террі, екс-Bury Your Dead                               |
| 7  | «The Price of Beauty»                  | 3:07    | The Cleansing    | 2007 | Денні Ворсноп, екс-Asking Alexandria                         |
| 8  | «No Pity for a Coward»                 | 3:39    | The Cleansing    | 2007 | Johnny Plague з Winds of Plague                              |
| 9  | «Disengage»                            | 4:21    | No Time to Bleed | 2009 | Cameron «Big Chocolate» Argon of Disfiguring The Goddess     |
| 10 | «No Time to Bleed»                     | 3:32    | No Time to Bleed | 2009 | Буркє ВанРаальте з With Dead Hands Rising                    |
| 11 | «Smoke»                                | 3:54    | No Time to Bleed | 2009 | Ентоні Нотармасо After the Burial                            |
| 12 | «Wake Up»                              | 4:00    | No Time to Bleed | 2009 | Тім Ламбезіс з As I Lay Dying & Austrian Death Machine       |
| 13 | «March to the Black Crown»             | 1:12    | The Black Crown  | 2011 | Едвард «Едді» Херміда екс-All Shall Perish & Suicide Silence |
| 14 | «Slaves to Substance»                  | 3:45    | The Black Crown  | 2011 | Едвард «Едді» Херміда                                        |
| 15 | «O.C.D.»                               | 3:34    | The Black Crown  | 2011 | Остін Карлайл of Of Mice & Men                               |
| 16 | «Fuck Everything»                      | 4:52    | The Black Crown  | 2011 | Чад Грей Mudvayne & Hellyeah                                 |
| 17 | «Die Young» (Black Sabbath cover)      | 5:30    | Heaven and Hell  | 1980 | Робб Флінн of Machine Head                                   |
| 18 | «Roots Bloody Roots» (Sepultura cover) | 4:05    | Roots            | 1996 | Макс Кавалера з Sepultura & Soulfly                          |
| 19 | «Engine No. 9» (Deftones cover)        | 4:28    | Adrenaline       | 1995 | Mitch Lucker (запис)                                         |
| 20 | «You Only Live Once»                   | 4:31    | The Black Crown  | 2011 | Ренді Блітт з Lamb of God                                    |

## Учасники запису
Suicide Silence
- Мітч Лакер — Вокал «Engine No. 9» (Запис)
- Chris Garza — ритм-гітара
- Mark Heylmun — гітара
- Alex Lopez — ударні
- Dan Kenny — бас-гітара

Запрошені гості
- Jonny Davy — вокал «Destruction of a Statue»
- Greg Wilburg — вокал «Distorted Thought of Addiction»
- Brook Reeves — вокал «Ending Is the Beginning»
- Ріккі Гувер — вокал «Bludgeoned to Death»
- Phil Bozeman — вокал «Unanswered»
- Myke Terry — вокал «Girl of Glass»
- Денні Ворсноп — вокал «The Price of Beauty»
- Johnny Plague — вокал «No Pity for a Coward»
- Cameron «Big Chocolate» Argon — вокал «Disengage»
- Burke Vanraalte — вокал «No Time to Bleed»
- Anthony Notarmaso — вокал «Smoke»
- Тім Ламбезіс — вокал «Wake Up»
- Едді Херміда — вокал «Slaves to Substance»
- Austin Carlile — вокал «OCD»
- Chad Gray — вокал «Fuck Everything»
- Robb Flynn — вокал, акустична гітара «Die Young», та гітара «You Only Live Once»
- Max Cavalera — вокал, гітара «Roots Bloody Roots»
- Randy Blythe — вокал «You Only Live Once»
- Josh Goddard — ударні «Destruction of a Statue», «Distorted Thought of Addiction», та «Ending Is the Beginning»
- Rick Ash — гітара «Destruction of a Statue», «Distorted Thought of Addiction», та «Ending Is the Beginning»
- Scott Proctor — акустична гітара «Die Young»

Виробництво
- Jerry Clubb — продюсер
- James Lynch — продюсер
- Jeremy Schott — продюсер, відеоредактор, оператор
- Zafer Ulkucu — продюсер
- Josh Gilbert — пост-продакшн, аудіо-інженер
- Joseph McQueen — пост-продакшн, аудіо-інженер
- Daniel Abell — оператор
- Dalton Blanco — оператор
- Steven Burhoe — оператор, відео-редактор
- Robbie Tassaro — оператор
- Roger Timm — оператор
- Mark Weinberg — оператор
- Abe Portillo — оператор
- Corey Clark — асистент
- Derrell Stanfield — асистент
- Lizzy Gonzalez — оператор, фотограф
- Evan Meszaros — аудіо-інженер
- John Montes –аудіо-інженер
- Adam Elmakias — фотограф
- Sonny Guillen — фотограф
- Jerry John Nicholl — фотограф
- Scott Snyder — освітлення
- Jim Destefano — ефекти
- DJ Big Wiz — ефекти
- Ben Lionetti — тех-підтримка
- Trent Lopez — тех-підтримка
- Kevin Martin — тех-підтримка
- Chelsea Chase — координатор
- Carlee Lowe — координатор
- Andy Serrao — промоутер
- Noah Russel — менеджмент
- Rob Mirhadi — мерчендайзер
- Megan Moore — мерчендайзер
- Joe Potenti — мерчендайзер
- Bailey Schrock — мерчендайзер
- Chelsie Smith — мерчендайзер
- Cody Swift — мерчендайзер
- Stephanie Fiorse — will call
- Sarah Latis — асистент продюсера
- Mike Ramsey — асистент продюсера